# Triolin
Triolin ist ein Kunststoff, der in den 1920er Jahren in Deutschland als Ersatz für das teurere Linoleum entwickelt wurde und als Fußbodenbelag Verwendung fand.
Triolin besteht hauptsächlich aus Nitrocellulose, Füllstoffen und Gelatinierungsmitteln, die auf einem Gewebe aus Hanffasern aufgebracht sind. Optisch lässt sich Triolin kaum von Linoleum unterscheiden. Die leichte Entflammbarkeit und die Entwicklung neuer Materialien führten aber dazu, dass die Produktion von Triolin schon bald wieder aufgegeben wurde.
Bedeutung hat der Kunststoff heute nur noch als historischer Baustoff. So wurde er unter anderem in den Dessauer Bauhausgebäuden verwendet, wo man sich entschloss, zumindest den Triolinboden im Büro von Walter Gropius wiederherzustellen.